# Faktorgruen

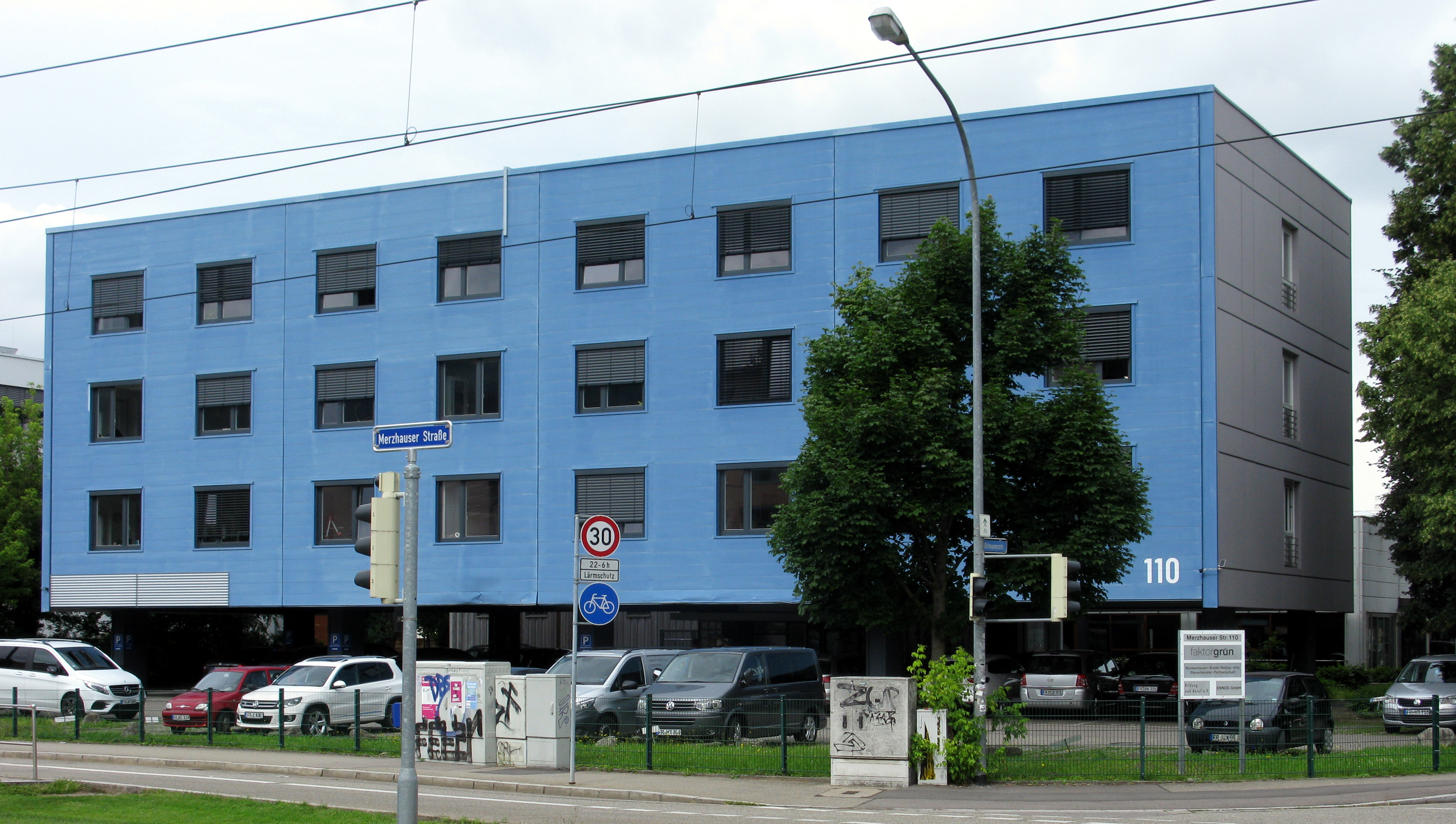
Hauptsitz in Freiburg

faktorgruen (Eigenschreibweise faktorgruͤn) ist ein deutsches Landschaftsarchitekturbüro mit Standorten in Freiburg im Breisgau, Rottweil, Stuttgart und Speyer.
Das Leistungsspektrum des Büros umfasst Freiraumplanung, Landschaftsplanung und Klimaanpassung. Auftraggeber sind schwerpunktmäßig Städte und Gemeinden, außerdem Unternehmen, Institutionen und Forschungseinrichtungen.
Das Büro nimmt regelmäßig an freiraumplanerischen und städtebaulichen Wettbewerben teil. 2022, 2023 und 2024 belegte faktorgruen den 1. Platz im branchenrelevanten Competitionline-Ranking in der Kategorie Landschaftsarchitektur.
Die Partnerschaftsgesellschaft mbB mit sechs Partnern beschäftigt an seinen vier Standorten insgesamt rund 90 Mitarbeitende, darunter Landschaftsarchitekten, Ingenieure, Biologen und Geographen.
Die vollständige Firmenbezeichnung lautet: faktorgruen Landschaftsarchitekten bdla Beratende Ingenieure Partnerschaftsgesellschaft mbB. Das "bdla" steht dabei für die Mitgliedschaft des Büros im Bund Deutscher Landschaftsarchitekten, dem Berufsverband deutscher Landschaftsarchitekten.

## Geschichte
faktorgruen wurde 1983 unter dem Namen Krupp + Losert von den Landschaftsarchitekten Mathias Krupp und Wolfgang Losert in Freiburg gegründet. Der erste Sitz des Büros in der Zasiusstraße in Freiburg-Wiehre wurde bald zu eng, sodass 1991 der Umzug nach Denzlingen folgte. 1993 gründete der neue Partner, der Landschaftsarchitekt Jürgen Pfaff, eine Zweigniederlassung in Rottweil und der Name wurde daraufhin in Krupp, Losert und Partner geändert.
1996 wurde die erste Angestellte im Büro Krupp + Losert, die Landschaftsarchitektin Edith Schütze, ebenfalls Partnerin. 2001 stieg der Landschaftsarchitekt Martin Schedlbauer, der seit 1990 für das Büro tätig war (zunächst als Angestellter, ab 1994 als freier Mitarbeiter), als Partner ein und brachte die Idee für den neuen Namen faktorgruen mit. 2007 schied Mathias Krupp aus der Partnerschaftsgesellschaft aus.
Seit 2011 gibt es einen weiteren Bürostandort in Heidelberg, seit 2013 einen in Stuttgart-Vaihingen. Der Standort in Heidelberg wurde 2025 nach Speyer verlagert. Faktorgruen expandiert dadurch nach Rheinland-Pfalz und festigt seine Positionierung im Südwesten Deutschlands.
2014 wurden mit Stefanie Moosmann und Markus Rötzer zwei weitere Angestellte Landschaftsarchitekten Partner, gleichzeitig verließ Gründungspartner Wolfgang Losert die Partnerschaftsgesellschaft. Anfang 2017 kam mit dem Geographen und Beratenden Ingenieur Michael Glaser ein sechster Partner hinzu, der mit Edith Schütze den Bereich Landschaftsplanung verantwortet. Gleichzeitig wurde der Zusatz „Beratende Ingenieure“ in die Firmierung aufgenommen.
Jürgen Pfaff hat die Partnerschaftsgesellschaft Ende 2024 verlassen. 2025 ist Christoph Laule als weiterer Partner für die Bereiche Landschaftsplanung und Klimaanpassung eingestiegen.
Ende Juli 2025 ist Edith nach 39 Jahren bei faktorgruen als Partnerin ausgestiegen, bleibt der Firma aber als Beraterin für die Klimaanpassung weiterhin erhalten. Zum 1. August 2025 ist der Landschaftsarchitekt Martin Gass, der bereits seit 2013 bei faktorgruen tätig ist, als neuer Partner eingestiegen.

## Leistungsspektrum

### Freiraumplanung
- Städtebaulicher Entwurf, Freiraumkonzepte
- Freianlagen an öffentlichen Gebäuden
- Freianlagen an Gebäuden von Unternehmen und Institutionen
- Freianlagen an Schulen und Kindergärten
- Freianlagen an Seniorenwohnanlagen und Kliniken
- Freianlagen Wohnungsbau, Innenhöfe
- Platzgestaltung und Ortsmitten
- Parks, Grünanlagen und Ufergestaltung
- Denkmalpflege
- Gartenschauen
- Spielanlagen
- Sport, Freizeit und Bäder
- Natur- und Sinneserfahrung
- Straßenraumgestaltung, Verkehrsanlagen
- Ingenieurbauwerke
- Regenwassermanagement
- Barrierefreies Bauen

### Landschaftsplanung
- Landschaftspläne
- Umweltverträglichkeitsprüfung
- Grünordnungspläne
- Umweltberichte
- Pflege- und Entwicklungspläne
- Ökokonto
- Artenschutzrechtliche Prüfungen
- Faunistische Kartierungen
- Vegetationskundliche Kartierungen
- FFH-Verträglichkeitsprüfung
- Umweltbaubegleitung
- Baumkontrollen (SKT)
- Landschaftspflegerische Ausführungsplanung
- Gewässerentwicklung
- Hochwasserschutz
- Managementpläne

### Klimaanpassung
- Gesamtstädtische Klimaanpassungskonzepte
- Integrierte Quartierskonzepte Klimaschutz und Klimaanpassung
- Klimawirkungs- und risikoanalysen
- Hitzeaktions- und alarmplanungen
- Prozessbegleitung
- Beteiligung und Partizipation
- Moderation
- Klimakommunikation
- Vorträge
- Beratungsangebote
- Themenspezifische Trainings- und Bildungsangebote
- Themenspezifische Strategiepapier
- Regenwasserkonzepte
- Freiflächenentwicklungskonzepte

## Wettbewerbserfolge (Auswahl)

### 2025
- Offener Wettbewerb „Entwicklung Wohn- und Mischgebiet in Teningen“ mit Thomas Schüler Architekten und Stadtplaner (1. Preis)[7]
- Einladungswettbewerb „Innenentwicklung Albersbösch-Zentrum in Offenburg“ mit MBPK Architekten und Stadtplaner (1. Preis / 1. Rang)[8]
- Nichtoffener Wettbewerb „Neubau Campus Fachraumzentrum in Bad Mergentheim“ mit BJW Architekten Broghammer Jana Wohlleber (1. Preis)[9]
- Nichtoffener Wettbewerb „Neue Ortsmitte Karlshuld“ (1. Preis)[10]
- Nichtoffener Wettbewerb „Neubau Kinderhaus mit Schulerweiterung auf dem Bildungscampus Rainbrunnen in Schorndorf“ mit BJW Architekten Broghammer Jana Wohlleber (1. Preis)[11]
- Einladungswettbewerb „Neubau Kindergarten Regenbogen Rottweil-Neufra“[12]

### 2024
- Nichtoffener Wettbewerb „Ersatzneubau Sportzentrum Jahnstraße in Eschweiler“ mit a+r Architekten und CSZ Ingenieurconsult (1. Preis)[13]
- Nichtoffener Wettbewerb „Neugestaltung öffentliche Räume in Herrenberg“ (1. Preis)[14]
- Konzeptvergabe „IBA’27 – Neues Wohnen auf der Korber Höhe in Stuttgart“ (1. Preis / Baufeld 4)[15]
- Nichtoffener Wettbewerb „Umgestaltung August-Bebel-Platz und Weseler Straße in Duisburg-Marxloh“ mit Studio DL | Lighting Design (1. Preis)[16]
- Nichtoffener Wettbewerb „Aufwertung Stadtmitte mit Parkanlagen und Neubau Thermenhotel in Bad Dürrheim“ mit K9 Architekten Borgards.Lösch.Pichl.Piribauer (1. Preis)[17]
- Nichtoffener Wettbewerb „Neubau Zentrales Feuerwehrhaus in Müllheim i. M.“ mit BJW Architekten Broghammer Jana Wohlleber (ein 1. Preis)[18]
- Nichtoffener Wettbewerb „Neubau Grundschule mit Mensa und Freianlagen in Wellendingen“ mit BJW Architekten Broghammer Jana Wohlleber (1. Preis / Zuschlag)[19]

### 2023
- Städtebaulicher Realisierungswettbewerb mit hochbaulichen Ideenteil „Stadteingang Nord in Offenburg“ mit sacker (1. Preis)[20]
- Nichtoffener Wettbewerb „Quartiersentwicklung Reichenhalde in Empfingen“ mit K9 Architekten Borgards.Lösch.Pichl.Piribauer (1. Preis)[21]
- Nichtoffener Wettbewerb „Interimsstandort Württembergische Staatstheater Stuttgart / Maker City Stuttgart“ mit a+r Architekten und NL Architects (1. Preis)[22]
- Nichtoffener Wettbewerb „Neugestaltung Ortsmitte Schutterwald“ mit a+r Architekten (1. Preis)[23]
- Nichtoffener Wettbewerb „Gestaltung Sportpark Süd in Offenburg“ mit K9 Architekten Borgards.Lösch.Pichl.Piribauer. (1. Preis)[24]
- Einladungswettbewerb „Wohnbebauung St. Ulrich in Stuttgart-Fasanenhof“ mit a+r Architekten (1. Preis)[25]
- Nicht offener architektonischer Realisierungswettbewerb im kooperativen Verfahren nach RPW 2013 mit sechs eingeladenen Teilnehmer:innen „Diakonisches Zentrum Christuskirche Reutlingen“ mit a+r Architekten (1. Preis)[26]

### 2022
- Nichtoffener Wettbewerb „Neubau Albert-Schweitzer-Schule in Darmstadt“ mit ERN-A Erik Röthele Nachhaltige Architektur und STUDIO SF Simon Fischer & Architekten GmbH (1. Preis / Zuschlag)[27]
- Einladungswettbewerb „Entwicklung Areal Seniorenzentrum Weststadt in Ravensburg“ mit Eble Messerschmidt Partner Architekten und Stadtplaner PartGmbB (1. Preis)[28]
- Mehrfachbeauftragung „Neue Mitte Ortenberg“ mit K9 Architekten Borgards.Lösch.Pichl.Piribauer (1. Preis)[29]
- Nichtoffener Wettbewerb „Neubau Kombibad Rastatt“ mit h4a Gessert + Randecker Architekten | h4a Gessert + Randecker + Legner Architekten (1. Preis)[30]
- Nichtoffener Wettbewerb „Entwicklung ‚Campus Dachgrub‘ in Gaggenau“ mit K9 Architekten Borgards.Lösch.Pichl.Piribauer (ein 1. Preis / Zuschlag / nach Überarbeitung)[31]
- Nichtoffener Wettbewerb „Quartierentwicklung Grenzhofareal in Memmingen“ mit a+r Architekten (1. Preis)[32]
- Nichtoffener Wettbewerb „Neugestaltung Hauptstraße in Bötzingen“ mit Fichtner Water & Transportation GmbH (1. Preis)[33]
- Mehrfachbeauftragung mit Auftragsversprechen als nichtoffener freiraumplanerischer Wettbewerb „Neuordnung Mobilitätsinfrastruktur am Bahnhof Korntal sowie Aufwertung Bahnhofsumfeld in Korntal-Münchingen“ (1. Preis)[34]

### 2021
- Einladungswettbewerb „Entwicklung Möhl-Areal in Köln-Dellbrück“ mit Thomas Schüler Architekten und Stadtplaner (1. Preis)[35]
- Nichtoffener Wettbewerb „Neues Gymnasium Schulstraße in Berlin“ mit a+r Architekten (1. Preis / Zuschlag)[36]
- Mehrfachbeauftragung „Neugestaltung Stuttgarter Straße in Korntal-Münchingen“ mit IGV GmbH & Co. KG (1. Preis)[37]
- Nichtoffener Wettbewerb „Neue Grunbacher Höhe in Grunbach-Süd ‚Schlarth‘ der Gemeinde Remshalden“ mit STEINHOFF | HAEHNEL ARCHITEKTEN GmbH (1. Preis / Ideenteil (Baufeld 3+4))[38]
- Nichtoffener Wettbewerb „Grüne Umweltachse Hamm-Werries“ mit Thomas Schüler Architekten und Stadtplaner (1. Preis / Zuschlag)[39]
- Offener Wettbewerb „Neue Mitte rund um den Bahnhof Griesheim“ mit Fichtner Water & Transportation GmbH und K9 Architekten Borgards.Lösch.Pichl.Piribauer (1. Preis)[40]
- Nichtoffener Wettbewerb „Städtebauliche Entwicklung ‚Quartier Düsseldorfer/Bottroper Straße‘ in Stuttgart-Bad Cannstatt“ mit Thomas Schüler Architekten und Stadtplaner (1. Preis)[41]
- Nichtoffener Wettbewerb „Neubaugebiet Schafhaus in Stuttgart-Mühlhausen“ mit Thomas Schüler Architekten und Stadtplaner (1. Preis)[42]
- Nichtoffener Wettbewerb „Campus Martinshaus in Kirchentellinsfurt“ mit BJW Architekten Broghammer Jana Wohlleber (1. Preis)[43]

## Realisierte Projekte (Auswahl)

### Freiraumplanung
- 2025: St. Georgen Stadtmitte
- 2025: Rottweil Heiligkreuzort
- 2024: Ditzingen, Bahnhofsvorplatz[44]
- 2024: Kronau, Areal-Lamm/ Dörflinger[45]
- 2023: Salem, Neue Mitte[46]
- 2022: Mannheim, Stempelpark[47]
- 2021: Weil am Rhein, Rheinpark[48]
- 2021: Murg, Bürgerplatz[49]
- 2020: Offenburg, Östliche Innenstadt[50]
- 2020: Offenburg, Seidenfaden[51]
- 2019: Breisach, Marktplatz/Rheinstraße[52]
- 2019: Stuttgart, Olga-Areal[53]
- 2019: Donaueschingen, Öschberghof[54]
- 2018: Schwanau, Ortsmitte Ottenheim[55]
- 2018: Gutach, Schwarzwälder Freilichtmuseum Vogtsbauernhof
- 2018: Tuttlingen, Mutpol
- 2017: Freiburg, Platz der Alten Synagoge[56]
- 2017: Mannheim, Universität[57]
- 2017: Göppingen, Christophsbad Kinder- und Jugendpsychiatrie
- 2016: Heidelberg, Mathematikon[58]
- 2016: Dossenheim, Bahnhofsvorplatz
- 2016: Offenburg, Mühlbachareal[59]
- 2015: Heidelberg, Bahnstadt[60]
- 2015: Glatten, Fa. J. Schmalz – Empfangsgebäude[61]
- 2015: Denzlingen, Wohnquartier Sommerhof
- 2015: Ulm, Kornhausplatz
- 2015: Böblingen/ Sindelfingen, Flugfeld – Grüne Mitte[62]
- 2014: Walldorf, Soziale Mitte
- 2014: Mannheim, Augusta-Anlage[63]
- 2014: Walldorf, Bäderpark
- 2014: Ulm, Weststadt Stadtteilmitte
- 2013: Villingen-Schwenningen, Neubau Schwarzwald-Baar-Klinikum[64]
- 2013: Schramberg, Rathausplatz – Neue Mitte[65]
- 2013: Schramberg, Freizeitgelände Berneckstrand
- 2007: Rottweil, Historischer Nägelesgraben
- 2008: Schramberg, Park der Zeiten
- 2008: Konstanz, Uferpromenade Herosé-Park
- 2004: Freiburg, Solar Info Center
- 2003: Freiburg, Mikrosystemtechnik
- 2003: Gronau-Losser, Landesgartenschau
- 2003: Roth, Gartenschau „Natur in Roth“
- 1999: Weil am Rhein, Landesgartenschau
- seit 1997: Heiligenbronn, Stiftung St. Franziskus
- 1994: Bad Dürrheim, Landesgartenschau

### Landschaftsplanung
- 2024: Tuniberg, Biotopverbundplan[66]
- 2024: Rötenbach-Löffingen, Dreistreifiger Ausbau B31: Ausgleichsmaßnahme Klostermatten[67]
- 2023: Horben, Luisenhöhe
- 2023: Freiburg, Dietenbach Gewässerausbau
- 2022: Freiburg, Paradiesgärtlein: CEF-Maßnahmenplanung[68]
- 2020: Natura 2000-MaP für das FFH-Gebiet „Kandelwald, Roßkopf und Zartener Becken“
- 2020: Kirchzarten, Hexenwald-Trailwald[69]
- 2020: GVV Mittlere Fils-Lautertal, Landschaftsplan
- 2019: Freiburg, Naturschutzgebiet Schangen-Dierloch: Multifunktionale Ausgleichsflächen[70]
- 2019: Freiburg, Haslacher Dorfbach, Renaturierung und Gewässerausbau als Retensionsausgleich[71]
- 2018: Kleinkems, Renaturierung Steinbruch
- 2018: Natura 2000-MaP für das FFH-Gebiet "Schwarzwald zwischen Kenzingen und Waldkirch"
- 2017: Karlsruhe, Grüne Stadt
- 2016: Ludwigsburg, Konzepte zur Freiflächenentwicklung und Klimaanpassung
- 2014: Kaiserstuhl, Entwicklungskonzept Talräume
- seit 2011: Verbandsgemeinde Rottweil, Landschaftsplan
- 2010: Insel Reichenau, Entwicklungskonzept
- 2010: Villingen-Schwenningen, Wiederherstellung des Neckars
- 2009: Freiburg, Freiraumkonzept STEP Haslach
- 2007: Breisach, Hochwasserschutz am Rhein – Kulturwehr

### Klimaanpassung
- 2025: Sinsheim, Entwicklungskonzept Burg-, Kirch- und Karlsplatz
- 2025: Mössingen, Schulcampus Firstwald Klimaanpassungsplanung
- 2025: Oberrimsingen, Campus Christophorus Jugendwerk Klimaanpassungsplanung
- 2025: Herrenberg, Klimaanpassungskonzept
- 2025: Ostfildern, Einstiegs- und Vertiefungsberatung (KLIMOPASS)
- 2025: Nürtingen, städtebauliches Handlungskonzept Klimaanpassung (KLIMOPASS)
- 2025: Zweibrücken, Klimaanpassungskonzept (DAS)
- 2025: Bad Nauheim, Klimaanpassungskonzept (DAS)
- 2025: Sinzig, Verwaltungswerkstatt Klimaanpassung (DAS)
- 2024: Tuttlingen. Klimaanpassung Stadtgarten und Lindenallee Weimarstraße
- 2024: Aichtal, Lebendige Ortsmitten Beteiligungswerkstätten
- 2024: Obertürkheim Güterbahnhofareal, Regenwasserkonzept[72]
- 2024: Augsburg, Planungsleitfaden Klimaschutz Klimaanpassung
- 2024: Referententätigkeit rund um Klimaanpassung, verschiedene
- 2023: Söllingen, Integriertes Quartierskonzept Klimaschutz KLimaanpassung
- 2023: Pfinztal, ökologisches Grünflächenmanagement Schulung und Beratung
- 2023: Pfinzal, Freiflächenkonzept[73]
- 2023: Pfinztal, Partizipative Baumstrategie
- 2023: Pfinztal, Zukunftsbaumliste
- 2022: Pfinztal, Spielplatzentwicklungskonzept
- 2022: Pfinztal, Einstiegsberatung (KLIMOPASS)
- 2020: Friedrichshafen, Klimaanpassungskonzept[74]
- 2020: Landau, Klimaanpassungskonzept[75]
- 2020: Merzhausen, Einstiegsberatung (KLIMOPASS)
- 2019: Böblingen, gesamtstädtisches Klimaanpassungskonzept
- 2016: Ludwigsburg, Klimaanpassungskonzept[76]

## Auszeichnungen (Auswahl)
- Competitionline Ranking 2024: 1. Platz in der Kategorie Landschaftsarchitektur[77]
- Staatspreis Baukultur Baden-Württemberg, 2024: Auszeichnung für Freiburg, Weingarten West[78]
- Competitionline Ranking 2023: 1. Platz in der Kategorie Landschaftsarchitektur[79]
- Auszeichnung für Beispielhaftes Bauen Stuttgart 2019-2023: Auszeichnung für Wohn- und Geschäftshaus „Baulöwen“, Stuttgart-West[80]
- Competitionline Ranking 2022: 1. Platz in der Kategorie Landschaftsarchitektur[81]
- Bauwerk Schwarzwald, 2022: Auszeichnung für Stadtterrasse St. Georgen[82]
- Beispielhaftes Bauen Freiburg 2014-2022: Auszeichnung für Erweiterung Evangelische Hochschule, Freiburg-Weingarten[83]
- Competitionline Ranking 2021: 2. Platz in der Kategorie Landschaftsarchitektur[84]
- Beispielhaftes Bauen Schwarzwald-Baar-Kreis 2013-2021: Auszeichnung für Eingangspavillon für die barrierefreie Minigolfanlage, Königsfeld im Schwarzwald
- Staatspreis Baukultur Baden-Württemberg, 2020: Staatspreis Wohnungsbau
- Beispielhaftes Bauen Ortenaukreis 2014–2020: Auszeichnung für Schwanau, Ortsmitte Ottenheim und Offenburg, Mühlbachpromenade
- Beispielhaftes Bauen Stuttgart 2015–2019: Auszeichnung für Max Acht – Baugemeinschaft auf dem Olga-Areal[85]
- Dr. Ursula Broermann-Preis für beispielhaftes barrierefreies Bauen, 2019: Auszeichnung für Klosterhof und Schulzentrum St. Benedikt der Stiftung St. Franziskus, Schramberg-Heiligenbronn[86]
- Bundespreis Stadtgrün: Preis in der Kategorie „Genutzt“ für Schramberg, Freizeitgelände Berneckstrand
- Beispielhaftes Bauen Alb-Donau-Kreis und Ulm 2019: Auszeichnung für Stadtteilmitte Weststadt, Ulm
- Deutscher SPIELRAUM-Preis 2017: Hauptpreis im 1. Rang für Bahnstadt Heidelberg, Themenspielplatz „Feuerwehr“[87]
- Hugo-Häring-Auszeichnung 2017 der BDA Kreisgruppe Freiburg-Breisgau-Hochschwarzwald für Erweiterung Evangelische Hochschule, Freiburg und Wohnquartier Sommerhof, Denzlingen
- Beispielhaftes Bauen Heidelberg 2010–2017: Auszeichnung für Bahnstadt Heidelberg, Teilprojekte Promenade und Langer Anger
- Beispielhaftes Bauen Calw und Freudenstadt 2010–2016: Auszeichnung für Empfangsgebäude der Fa. Schmalz, Glatten
- Beispielhaftes Bauen im Schwarzwald-Baar-Kreis 2004–2013: Auszeichnung für Landesgartenschau Villingen-Schwenningen 2010
- Beispielhaftes Bauen im Landkreis Esslingen 2006–2012: Auszeichnung für Erweiterung Phillipp-Matthäus-Hahn-Gymnasium, Leinfelden-Echterdingen
- Baukultur Schwarzwald: Architekturpreis 2010 für Haus der Natur, Feldberg